# 三浦理惠子
三浦理惠子（日语：／ Miura Rieko，1973年9月1日—），日本女藝人、歌手、演員、配音員。出身於東京都中野區。日出女子學園高等學校畢業。Production尾木所屬。乙女塾2期生出身，已解散偶像團體「CoCo」前成員。暱稱。身高157cm。A型血。
她是自CoCo成立以來一直隸屬於Production尾木的藝人，於該組合解散後，仍在該經紀公司工作了很多年，而其他成員則離開了公司，但截至2023年12月10日，其名字已從該經紀公司的官方網站刪除。

## 簡歷
- 1989年：在富士電視台節目《Paradise GoGo!!（日语：パラダイスGoGo!!）》作為富士電視台主辦和運營的藝人培訓班乙女塾（日语：乙女塾 (フジテレビ)）第2期生首次亮相[2]。與同鄉（東京都中野區出身）的羽田惠理香以及同校學生共5人組成偶像團體「CoCo」[2]。
- 1991年：以個人出道[2]。之後與團體同步推出新歌，舉辦個人演唱會。
- 1994年：CoCo解散。正式開始個人活動[2]。
- 1997年11月：與前RED WARRIORS（日语：RED WARRIORS）主唱鑽石☆愉快（日语：ダイアモンド☆ユカイ）結婚。
- 2001年：於日本電視台《THE今夜暢銷進行曲（日语：THE夜もヒッパレ）》組合成為熱門話題，並發行CD。與鑽石☆愉快離婚。
- 2003年：作為演唱京阪電鐵「OKEIHAN（日语：おけいはん）」廣告歌曲的蒙面歌手發行單曲[2]。在大阪的Tower Records梅田店中登上每週獨立單曲排行榜的榜首。但由於反響超出預期，原本計劃在車站廣場大廳（日语：コンコース）等狹小空間內難以暴露真實身份。由於本身的日程安排，「第10屆鐵道節」並沒有在大阪舉行，而是在東京舉行。另外，此時她扮演穿迷你裙的車掌小姐進行現場演唱。

- 2015年：與圈外人士再婚[3]。

## 人物、逸事
- 作為偶像無論是顏值還是音質，她都是有素質的，尤其其音質被形容為「貓音」[2]。或許是因為這個原因，這是CoCo的第一張個人CD處女作。
- 不擅於甜食之類的甜食。味道本身還可以，但好像不太適合其體質，比如吃起來會頭疼（根據GREE）。不過，最近有時會吃和寵物一起吃的美味甜點，所以似乎正在逐漸克服它。
- 不擅長讀漢字。
- 有懼高症。
- 起初，本人不喜歡其獨特的甜美嗓音，但後來受到粉絲的追捧，成為了一個魅力點。在配音演出中也良好地利用了自己獨特的聲音活躍起來。（如動畫作品《R.O.D》系列中的讀子·列特文）
- 她的無名指在幼年時曾經被切斷，雖然很快進行了接合手術，卻也留下了手指無法伸直的後遺症。
- 進入乙女塾（日语：乙女塾 (フジテレビ)）之前，曾在加油站打工。此外，高橋由美子表示，出道前2人就一起在訓練學校。
- 「裝嬌（日语：ぶりっ子）角色」的形象在CoCo時期已經被樹立。
- 作為CoCo成員與同期的瀨能梓特別親近，活動時2人總是在一起。
- 日出女子學園高校的同學有藤谷美紀、田山真美子（日语：田山真美子）、亞里香（日语：亜里香）、磯崎亞紀子（日语：磯崎亜紀子）、美栞了（日语：美栞了）（古柴香織）。另外，前CoCo成員大野幹代、前東京勁舞娃娃的穴井夕子（日语：穴井夕子）、歌手河田順子（日语：桜華純子）、演員水野美紀是同一所高中的小一屆後輩。
- 有時會出現在CoCo盟友宮前真樹的部落格上。2009年6月，她在GREE開設了自己的部落格。
- 武東冬樹（日语：モト冬樹）和落語家月亭八光（日语：月亭八光）是她的忠實粉絲。

## 音樂作品
CoCo時期發佈作品請參閱「CoCo (組合)」。

### 單曲
| 發行日期       | 唱片公司     | 規格編號   | 面 | 單曲名稱（日文原名）     | 作詞               | 作曲          | 編曲            | 備注                                             |
| -------------- | ------------ | ---------- | -- | ------------------------ | ------------------ | ------------- | --------------- | ------------------------------------------------ |
| 1991年2月14日  | PONY CANYON  | PCDA-00155 | 1  |                          | 及川眠子           | 都志見隆      | 船山基紀        |                                                  |
| 1991年2月14日  | PONY CANYON  | PCDA-00155 | 2  |                          | 和泉由香里         | 山口美央子    | 船山基紀        |                                                  |
| 1991年7月3日   | PONY CANYON  | PCDA-00207 | 1  | 抓住水平線（）           | 及川眠子           | 都志見隆      | 船山基紀        |                                                  |
| 1991年7月3日   | PONY CANYON  | PCDA-00207 | 2  | 妖精物語                 | 石川亞由子         | 山口美央子    | 船山基紀        |                                                  |
| 1991年11月7日  | PONY CANYON  | PCDA-00247 | 1  | 別在星期天（日曜はダメよ）           | 小西康陽           | 小西康陽      | 船山基紀        |                                                  |
| 1991年11月7日  | PONY CANYON  | PCDA-00247 | 2  |                          | 及川眠子           | 都志見隆      | 米光亮          |                                                  |
| 1992年2月26日  | PONY CANYON  | PCDA-00284 | 1  | 連玩笑都開不了的愛情（Jokeにもならない恋） | 及川眠子           | 都志見隆      | 中村哲          |                                                  |
| 1992年2月26日  | PONY CANYON  | PCDA-00284 | 2  |                          | 及川眠子           | 都志見隆      | 中村哲          |                                                  |
| 1992年9月18日  | PONY CANYON  | PCDA-00357 | 1  | 神明給的機會（神様からもらったチャンス）         | 及川眠子           | 都志見隆      | 渡邊格 菅井愛里 |                                                  |
| 1992年9月18日  | PONY CANYON  | PCDA-00357 | 2  |                          | 及川眠子           | 菅井愛里      | 渡邊格 菅井愛里 |                                                  |
| 1993年3月19日  | PONY CANYON  | PCDA-00424 | 1  |                          | 及川眠子           | 都志見隆      | 山川惠津子      |                                                  |
| 1993年3月19日  | PONY CANYON  | PCDA-00424 | 2  |                          | 和泉由香里         | 山口美央子    | 山川惠津子      |                                                  |
| 1993年12月1日  | PONY CANYON  | PCDA-00512 | 1  | 把握住我的Destiny（抱きしめてDestiny）    | 及川眠子           | 菅井愛里      | 渡邊格 菅井愛里 |                                                  |
| 1993年12月1日  | PONY CANYON  | PCDA-00512 | 2  |                          | 及川眠子           | 菅井愛里      | 菅井愛里        |                                                  |
| 1994年8月19日  | PONY CANYON  | PCDA-00635 | 1  |                          | 長友博文、及川眠子 | 小森田實      | 新川博          | 奪寶奇謀形象歌曲。標題是對《曾達的囚徒》的戲仿。 |
| 1994年8月19日  | PONY CANYON  | PCDA-00635 | 2  |                          | 及川眠子           | 羽田一郎      | 新川博          |                                                  |
| 1995年6月10日  | East West    | AMDM-6136  | 1  | Girls,be ambitious！     | 橫山武             | 出雲麻紀子    | 遠山淳          | L·聯賽藤田SC水星形象歌曲。                       |
| 1995年6月10日  | East West    | AMDM-6136  | 2  |                          | 森雪之丞           | 須藤英樹      | 遠山淳          |                                                  |
| 1996年2月10日  | East West    | AMDM-6151  | 1  | 快樂的時光（幸せな日々）           | 橫山武             | 山口美央子    | 遠山淳          |                                                  |
| 1996年2月10日  | East West    | AMDM-6151  | 2  |                          | 小林由起子         | 須藤英樹      | 遠山淳          |                                                  |
| 1996年12月11日 | 華納·先鋒    | WPDV-7102  | 1  | French Kiss              | 岡部真理子         | 中崎英也      | 中崎英也        |                                                  |
| 1996年12月11日 | 華納·先鋒    | WPDV-7102  | 2  | La Chate                 | 三浦理惠子         | 須藤英樹      | 遠山淳          |                                                  |
| 1997年8月10日  | 華納·先鋒    | WPDV-7115  | 1  | 謝謝你（アリガト）               | 川惠               | DIAMOND YUKAI | 遠山淳          |                                                  |
| 1997年8月10日  | 華納·先鋒    | WPDV-7115  | 2  |                          | 貓澤由美           | DIAMOND YUKAI | 遠山淳          |                                                  |
| 小町&奈緒子    |              |            |    |                          |                    |               |                 |                                                  |
| 2000年3月18日  | 日本古倫美亞 | CODC-1834  | 1  | 每天都沒問題（）         |                    | 佐橋俊彥      | 佐橋俊彥        | 富士電視台《烏龍派出所》片尾主題曲               |
| 2000年3月18日  | 日本古倫美亞 | CODC-1834  | 2  |                          | 拉沙爾石井         | 佐橋俊彥      | 佐橋俊彥        | 富士電視台《烏龍派出所》片尾主題曲               |
|                |              |            |    |                          |                    |               |                 |                                                  |
| 2001年11月7日  | Victor       | VICL-35326 | 1  |                          | 中西禮             | 濱口庫之助    |                 | 日本電視台系列《TV搗蛋曼波魚》片尾主題曲         |
| 2001年11月7日  | Victor       | VICL-35326 | 2  |                          |                    |               |                 |                                                  |

### 專輯
| 發行日期       | 唱片公司    | 規格編號   | 專輯名稱（日文原名）                                 |
| -------------- | ----------- | ---------- | ---------------------------------------------------- |
| 1991年12月15日 | PONY CANYON | PCCA-00338 | Belong to you                                        |
| 1996年3月25日  | East West   | AMCM-4243  | Kiss 1. Kiss 2. April Fool 3. Kiss                   |
| 2002年9月19日  | PONY CANYON | PCCA-01766 | 三浦理惠子精選（三浦理恵子ベスト） 1. 妖精物語                       |
| 2007年7月18日  | PONY CANYON | PCCA-02493 | 2枚組精選專輯                                        |
| 2008年7月16日  | PONY CANYON | PCCS-00024 | 我的精選輯！CHOICE「Belong To You＋單曲精選輯」 （My！これ チョイス「Belong To You＋シングルコレクション」） |
| 2010年4月21日  | PONY CANYON | PCCS-00116 | 我的精選輯！Lite（My！これ Lite）                                 |

### 其它CD
- （2003年7月7日，名義）
- R.O.D -THE TV- ORIGINAL SOUND TRACK（2004年3月24日，Aniplex）「Confidence」收錄
  - 富士電視台《R.O.D -THE TV-》片尾主題曲

### Video & DVD
- Belong To You（1992年2月21日，Pony Canyon）第一場演唱會的視頻是在《芝Mielparque大廳》錄製[4]。
- 音樂錄影帶集（1992年6月19日，PONY CANYON）
- 演唱會視頻《RIEKO' VACATION》（1992年11月20日，PONY CANYON）
- RIEKO in 新喀里多尼亞 & 萬那杜（1993年6月2日，PONY CANYON）
- LIVE錄影帶《On Air EAST '95》（1996年4月25日，East West Japan）
- DVD版《月刊三浦理惠子》（2004年10月6日）
- DVD《杜可風×三浦理惠子》（2004年10月6日）

## 演出
CoCo時期演出節目請參閱「CoCo (組合)」。

### 電視劇
- 新·寺內貫太郎一家（日语：寺内貫太郎一家#新・寺内貫太郎一家）（1991年11月25日，TBS）—飾 伊藤光子
- 逃跑者（日语：逃亡者 (1992年のテレビドラマ)）（1992年8月19日，富士電視台）
- 電影般的戀愛（日语：映画みたいな恋したい）「真面目」（1993年2月13日，東京電視台）
- 日本名作電視劇 （1993年10月25日，東京電視台）
- 千萬之嫁（日语：お玉・幸造夫婦です）（1994年7月—9月，日本電視台）—飾 小森加代
- STATION（日语：STATION (漫画)#テレビドラマ）（1995年3月4日，日本電視台）
- 金田一少年之事件簿系列（日本電視台）—飾 鷹島友代
  - 金田一少年之事件簿 特別篇（1995年4月8日）
  - 金田一少年之事件簿（1995年7月29日、1996年9月14日、9月21日）
- （1995年5月9日—30日，日本電視台）
- Heart's（日语：ハートにS）（1995年5月15日，富士電視台）
- （1995年8月28日，TBS）
- 內衣教父RETURNS（1995年9月23日，日本電視台）—飾 辛蒂·林
- 水戶黃門（日语：水戸黄門 (パナソニック ドラマシアター)）（TBS／C.A.L）
  - 第24部（日语：水戸黄門 (第22-28部)#第24部） 第7話「偷餃子的公主 -姬路-」（1995年10月30日）—飾 妙姬
- 週四怪談（日语：木曜の怪談）「秘密夥伴」（1995年12月14日，富士電視台）
- 冠婚葬祭部長（日语：冠婚葬祭部長）（1996年1月—3月，TBS）—飾 堀口加奈
- （1996年4月3日—24日，日本電視台）
- （1996年10月7日，TBS）
- 東芝週日劇場 MELODY（日语：メロディ (テレビドラマ)）（1997年1月—3月，TBS）—飾 廣岡真理子
- 我為我生存（日语：僕が僕であるために (テレビドラマ)）（1997年1月3日，富士電視台）
- 連續電視小說（NHK）
  - 亞久里（日语：あぐり）（1997年6月30日—10月4日）
  - 風中的小遙（日语：風のハルカ）（2005年10月—2006年4月）—飾 村崎靜子
- 週六WIDE劇場（日语：土曜ワイド劇場）（朝日電視台）
  - 家政婦的見證（1997年10月30日）—飾 坂本真紀
  - 京都B級美食殺人地圖（1999年3月6日，朝日放送）—飾 五十嵐亮子
  - 新·警視廳女性搜查班（日语：警視庁女性捜査班）（2006年）—飾 水谷涼子
  - 天祐美子法律事務所（2007年4月28日）—飾 南鄉志保
  - 天祐美子法律事務所2（2009年11月7日）—飾 南鄉志保
  - 西村京太郎旅行推理（日语：西村京太郎トラベルミステリー）56（2011年7月23日）—飾 白井美咲
  - 山村美紗懸疑 女驗屍官 江夏冬子（日语：女検視官・江夏冬子） ～～（2012年5月11日，富士電視台）—飾 上木加代子
  - （2012年7月21日，朝日放送）—飾 石田貴子
  - （2012年8月4日）—飾 吉永千夏
  - 森村誠一之棟居刑事（日语：棟居刑事シリーズ#東山紀之版）7（2014年2月8日）—飾 重松初音
  - 我是代行屋！3 案件推理負責人（日语：私は代行屋!）（2014年11月15日）—飾 沙希
  - 再搜查刑事 片岡悠介（日语：再捜査刑事・片岡悠介）8（2015年8月8日，朝日放送）—飾 櫻木春美
- 週二懸疑劇場 警部補 佃次郎4 假說的去向（日语：警部補 佃次郎）（1997年12月26日，日本電視台）—飾 酒井香織
- 三姊妹偵探團（1998年1月31日、2月7日，日本電視台）
- 千金小姐是名偵探（1998年9月26日—10月10日，NHK）
- P.A.替身女孩（1998年10月24日，日本電視台）
- 小報（日语：タブロイド (テレビドラマ)） 第4話（1998年11月4日，富士電視台）—飾 澤口美雪
- 刑事搜查線（日语：はみだし刑事情熱系）（1999年3月3日，朝日電視台）
- （1999年4月28日、5月5日，NHK）
- 古畑任三郎（1999年5月11日，富士電視台）—飾 安齋香織
- 週五娛樂（日语：金曜エンタテイメント）（富士電視台）
  - （1999年5月21日）
  - 西村京太郎懸疑 3（2000年4月21日）—飾 和田香織、香田美佳（2角）
  - 藝能播報員服部米子的突擊取材！西村知美殺人事件（2001年8月3日）—飾 高木加奈
- 豈有此理！1999 日本人生氣了 壓力解消3連發（日语：バカヤロー! 私、怒ってます#『バカヤロー!』シリーズ） 第2話「不要因為性騷擾而大驚小怪！」（1999年9月26日，日本電視台）
- 心動急診室（日语：救急ハート治療室） 第2話（1999年7月13日，關西電視台）—飾 水上香織
- 新·前程錦繡 Ver.1999 第8話（1999年8月28日，日本電視台）—飾 圭子
- 誕生 ～這裡是椿産婦產科～（日语：バースデイ〜こちら椿産婦人科〜）（1999年11月10日，東京電視台）
- 三種願望（日语：ふしぎな話#三つのお願い）（2000年8月7日—11日，TBS）—飾 小川直美
- 週一特別劇場（日语：月曜ドラマスペシャル）（TBS）
  - 宗像教授異考錄（日语：宗像教授シリーズ）（2000年11月20日）—飾 中野琴美
  - 宗像教授異考錄2（2003年9月1日）—飾 中野琴美
- 賢者的禮物（日语：賢者の贈り物 (テレビドラマ)）「祭典的日子」（2001年12月24日，廣島HOME電視台）
- 讓我來拯救地球（日语：ぼくが地球を救う） 第3話（2002年7月18日，TBS）—飾 秋川小夜子
- 怪談百物語（日语：怪談百物語） 第9話（2002年11月19日，富士電視台）—飾 御門
- 大河劇 利家與松（2002年11月24日、12月1日，NHK）—飾 松之丸殿
- 女婿大人2003（2003年4月—6月，富士電視台）—飾 石原北繪
- 特命係長 只野仁（日语：特命係長 只野仁）系列（朝日電視台）[2]—飾 新水真由子
  - 特命係長 只野仁 1st Season（2003年7月—9月）
  - 特命係長 只野仁 特別篇第1彈（2004年12月22日）
  - 特命係長 只野仁 2nd Season（2005年1月—3月）
  - 特命係長 只野仁 特別篇第2彈（2005年8月7日）
  - 特命係長 只野仁 特別篇第3彈（2006年9月23日）
  - 特命係長 只野仁 3rd Season（2007年1月—3月）
  - 特命係長 只野仁 特別篇第4彈（2008年2月2日）
  - 特命係長 只野仁 特別篇第5彈（2009年1月3日）
  - 特命係長 只野仁 4th Season（2009年1月—3月）
  - 特命係長 只野仁 Final（2012年1月6日、7日）
- 夢見葡萄 ～讀一本書的女人～（日语：夢みる葡萄）（2003年9月—12月，NHK）—飾 小川英子
- 毛骨悚然撞鬼經驗 特別篇3「病房奇譚」（2003年9月5日，富士電視台）—飾 吉川美奈子
- （2003年10月2日，TBS）—飾 繪里
- 週一推理劇場（日语：月曜ミステリー劇場） （2003年12月1日，TBS）—飾 高山理世子
- 水戶黃門（日语：水戸黄門 (パナソニック ドラマシアター)） 1000集特別篇（2003年12月15日，TBS）—飾 桔梗
- 白色巨塔（2004年2月—3月，富士電視台）—飾 野田華子
- 小狗華爾滋（2004年4月—6月，日本電視台）—飾 輪島舞子
- 最重要的人是誰？（日语：一番大切な人は誰ですか?）（2004年10月—12月，日本電視台）—飾 久內加奈子
- （2004年12月28日，TBS）—飾 繪里
- 熟女拉警報（2005年4月—6月，關西電視台）—飾 堀內夕子
- 戀愛內科25時（日语：恋愛内科25時）（2005年6月1日，TBS）—飾 龜岡梨梨子
- 新·科搜研之女 第4話（2005年8月4日，朝日電視台）—飾 五十川順子
- 女子刑務所東三號棟（日语：女子刑務所東三号棟）（2005年9月22日，TBS）—飾 山科理彩
- 里見八犬傳（日语：里見八犬伝 (2006年のテレビドラマ)）（2006年1月2日、3日，TBS）—飾 久美
- 西遊記 第2話（2006年1月16日，富士電視台）—飾 冬麗
- 女王的教室I（2006年3月18日，日本電視台）—飾 池內美榮子
- 辣妹掌門人（2006年4月—6月，日本電視台）—飾 早瀨晶子（小野（相川）小町）
- 名奉行！大岡越前（日语：名奉行!大岡越前） 第2系列 第1話（2006年4月18日，朝日電視台）—飾 記錄丟失的女人（阿澄、阿君、阿園、御千華）
- 垃圾律師（日语：弁護士のくず） 第7話（2006年5月25日，TBS）—飾 高井霧子
- 不能結婚的男人（2006年7月—9月，關西電視台）—飾 中川圭子
  - 熟男依舊不結婚（2019年10月—12月，關西電視台）
- 週一GOLDEN（日语：月曜ゴールデン）（TBS）
  - 偵探 左文字進（日语：探偵 左文字進）10 ～惡魔與天使～（2006年7月1日）—飾 諸星萬里江
  - 淺見光彥系列（日语：浅見光彦シリーズ） 第21作 澤村一樹版（2005年）—飾 稻田萌子
  - 淺見光彥系列（日语：浅見光彦シリーズ） 第33作 速水茂虎道版「蜃氣樓」（2013年9月16日）—飾 和泉冴子
- 愛上無賴男（日语：だめんず・うぉ〜か〜）（2006年10月—12月，朝日電視台）—飾 宮下櫻
- 不想談可笑的戀愛（日语：笑える恋はしたくない） 第1話（2006年，TBS）—飾 惠美
- Flight Panic（日语：フライトパニック）（2007年，富士電視台）—飾 柳本加奈子
- 山女壁女（2007年7月—9月，富士電視台）—飾 黑板理香
- 怨恨屋本舖特別篇 家族之闇影 怪物家族（2008年，東京電視台）—飾 白川由紀
- 肉體之門（日语：肉体の門 (テレビドラマ)）（2008年，朝日電視台）—飾 町子
- 愛的劇場（日语：愛の劇場） Sweet 10 ～最後的戀人～（日语：スイート10）（2008年3月—5月，TBS）—飾 關弓子
- 7人女律師（2008年4月—6月，朝日電視台）—飾 川村綾子
- 怪獸家長（2008年8月19日，關西電視台）—飾 太田祐美
- 富家女與窮太郎（2008年10月—12月，富士電視台）—飾 大野綠
- 松本清張誕生100週年紀念連續劇 夜光的階梯（2009年4月—6月，朝日電視台）—飾 岡野和子
- 偵探X的挑戰書！（日语：探偵Xからの挑戦状!）（2009年5月，NHK）
- 神南署安積班（日语：ハンチョウ〜神南署安積班〜） 第4話（2009年5月4日，TBS）—飾 長澤由香里
- （2009年6月30日，關西電視台）—飾 藤崎管理官
- 隔壁的草坪（日语：となりの芝生#TBS版（2009年））（2009年7月—9月，TBS）—飾 崎田時枝
- 淺見光彥 ～最終章～（日语：浅見光彦〜最終章〜） 第3話（2009年11月4日，TBS）—飾 橫居真理子
- Untouchable ～事件記者鳴海遼子～ 第5話（2009年11月13日，朝日放送、朝日電視台）—飾 瑪莉
- 率直男人（2010年1月—3月，關西電視台）—飾 山崎珠美
- GM ～跳舞的醫生（日语：GM〜踊れドクター） 第1話（2010年7月18日，TBS）—飾 齊木葉子
- 警視廳繼續搜查班（日语：警視庁継続捜査班） 第5話（2010年8月19日，朝日電視台）—飾 香川繪里子
- 靈能力者 小田霧響子的謊言（2010年10月—12月，朝日電視台）—飾 女刑事「S」
- 週三劇場9（日语：水曜シアター9） 懸賞 ～女子為目擊證人賭注3000萬日圓～（2010年3月3日，東京電視台）—飾 德永沙織
- 美麗鄰人（2011年1月—3月，關西電視台）—飾 相田真由美
- Dr.伊良部一郎 第1話（2011年1月30日，朝日電視台）—飾 樋口和美
- 摔角女王傳說（2011年10月—12月，東京電視台）—飾 澤井江利花
- 推理要在晚餐後 第9、10話（2011年12月13日、20日，富士電視台）—飾 宮地沙織
- SPEC ～翔～（2012年4月1日，TBS）—飾 大河原教授
- 角色代演 -代役女優·真希-（日语：たぶらかし#テレビドラマ） 第2話（2012年4月12日，讀賣電視台）—飾 竹內奈奈
- Summer Rescue ～天空的診療所～（2012年7月—9月，TBS）—飾 小山雪乃
- 匿名偵探系列（朝日電視台）—飾 新垣真由美
  - 匿名偵探（2012年10月—12月）
  - 匿名偵探 第2期 最終話（2014年9月5日）
- 電視劇10 單親媽媽（日语：シングルマザーズ#テレビドラマ）（2012年10月—12月，NHK）—飾 梶谷由香子
- 合宿的戀人（2013年1月—3月，日本電視台）—飾 山吹小姐
- 科搜研之女 第12系列 第3話（2013年1月24日，朝日電視台）—飾 島谷智美
- 除惡幫☆陣八（日语：お助け屋☆陣八） 第11話（2013年3月21日，讀賣電視台）—飾 蓮杖美咲
- 最後的灰姑娘 第8話（2013年5月30日，富士電視台）—飾 茅野瞳
- 警視廳搜查一課9係 season8 第3話（2013年7月24日，朝日電視台）—飾 上野麗子
- 花開明日（日语：花咲くあした）（2014年1月—2月，NHK BS Premium）—飾 竹下靜香
- FIRST CLASS（2014年4月—6月，富士電視台）—飾 八卷小夏
- 同窗生 ～人三次戀愛～（2014年7月—9月，TBS）—飾 櫻井加奈子
- Binta！ ～律師事務員箕輪用愛解決一切～（日语：特攻事務員ミノワ#テレビドラマ） 第7話（2014年11月13日，讀賣電視台）—飾 淺野真知子
- SAKURA ～傾聽事件的女人～ 第7話（2014年12月1日，TBS）—飾 宮下茜
- 美麗陷阱 ～殘花繚亂～（日语：残花繚乱）（2015年1月—3月，TBS）—飾 桐谷麻紀
- 脫黑 ～不再當黑社會～ 第1話客串（2015年4月16日，TBS）—飾 倉持幸子
- 週三推理9（日语：水曜ミステリー9） （2015年6月10日，東京電視台）—飾
- 酒店禮賓部 第6話（2015年8月11日，TBS）—飾 天堂季世子
- 夏樹靜子懸疑 光之崖（日语：光る崖#2016年版）（2016年2月20日，富士電視台）—飾 豐松久仁子
- 週五PREMIUM（日语：金曜プレミアム） 警部補 佐佐木丈太郎（日语：警部補・佐々木丈太郎）8（2016年2月26日，富士電視台）—飾 西野美奈子
- 想被擁抱的12個女人（日语：抱かれたい12人の女たち） 第8話（2019年11月24日，大阪電視台）—飾 年長女性[5]

### 電影
- 修羅之介斬魔劍：妖魔傳說（日语：修羅之介斬魔劍#実写映画）（1996年11月9日，King Records／東北新社）
- Ghost Shout（日语：ゴーストシャウト）（2004年12月18日）
- 特命系長只野仁：最後的劇場版（日语：特命係長 只野仁 最後の劇場版）（2008年12月，松竹）
- 劇場版圈套：超能力者大逃殺（日语：劇場版TRICK 霊能力者バトルロイヤル）（2010年5月8日）
- 薔薇色的布子（日语：薔薇色のブー子）（2014年5月30日）

### 舞台劇
- 舞台版 烏龍派出所（2001年7月27日—29日、8月23日—9月2日）—飾 小野小町
  - 編劇、演出：拉沙爾石井
  - 會場：龜有Lirio Hall、博品館劇場（日语：博品館劇場） 等
- （2004年3月29日—30日）
  - 會場：汐留日視展演廳
- （2007年4月21日—5月13日〈東京〉、5月16日－19日〈大阪〉、5月25日 & 26日〈名古屋〉）
  - 會場：東京藝術劇場中廳、梅田藝術劇場（日语：梅田芸術劇場）主廳、愛知厚生年金會館（日语：愛知厚生年金会館）
- （2010年4月14日—18日，The Suzunari（日语：下北沢ザ・スズナリ））
- （2012年2月8日—19日，赤坂RED/THEATER）

### 電視動畫
- 烏龍派出所（1998年8月16日—2004年12月19日、2005年—2008年特別節目版，富士電視台）—飾 小野小町[6]
- R.O.D -THE TV-（2003年—2004年）—飾 讀子·列特文

### 電影動畫
- 烏龍派出所：史上最惡爆彈大作戰！（1999年）—飾 小野小町[7]
- 烏龍派出所2：UFO大逆襲！龍捲風大作戰!!（2003年）—飾 小野小町

### OVA
- R.O.D -READ OR DIE-（2001年—2002年）—飾 讀子·列特文

### 遊戲
- 英雄幻想曲（日语：ヒーローズファンタジア）（2012年）—飾 讀子·列特文

### 外語配音

#### 電視影集
- 朱蒙—飾 芙蓉（林素英）

### 廣播節目
- 三浦理惠子的屬於你的音樂盒（1991年4月—1993年3月，文化放送）
- 理惠KO語辭典（1993年4月—10月，MBS電台）
- MBS YOUNG TOWN（日语：MBSヤングタウン） 星期五（MBS電台）
- 三浦理惠子的DAYLIGHT AVENIUE（1995年10月—1998年3月，FM-FUJI（日语：エフエム富士））

### 綜藝節目
- THE今夜暢銷進行曲（日语：THE夜もヒッパレ）（1994年8月27日—2002年9月21日，日本電視台）
- Black Wide Show（日语：ブラックワイドショー）（2002年10月—2003年3月，日本電視台）
- （2006年10月—2007年9月，日本電視台）
- （2011年，神奈川電視台）—飾 洋子老師

### 紀錄片
- 歐洲水景 瑞典斯德哥爾摩～特羅爾海坦之旅（2013年11月10日、11月17日，BS JAPAN）—旅人

### 廣告
- 東京都社會保險廳（日语：社会保険庁）（1994年3月）
- 明星食品（日语：明星食品） （1997年1月—3月）
- 華納蘭伯特小菜（1997年9月—1998年8月）
- PIZZA CALIFORNIA（日语：ピザ・カリフォルニア）（1999年12月—2000年2月）
- 京阪電氣鐵道（約2003年）

## 書籍

### 雜誌
- （1996年5月—1997年12月，學習研究社）雜誌連載隨筆集

### 寫真集
- 《Virgo》（1991年10月，近代電影社（日语：近代映画社））
- 《relish》（1993年2月，WANI BOOKS（日语：ワニブックス））
- （1996年11月，近代電影社）
- 《hugs》（2002年7月，集英社）[8]
- SHINCHO MOOK 61《月刊 三浦理惠子》（2004年9月，新潮社）

## 腳註

## 相關項目
- 乙女塾（日语：乙女塾 (フジテレビ)）
- CoCo
- 京阪特急 (曲)（日语：京阪特急 (曲)）

## 外部連結
- （日語）—三浦理惠子的官方個人部落格（2012年7月—）。
- （日語）—（舊）三浦理惠子的官方個人部落格。
- （日語）—MAINICHI KIREI